# Permotettigonia
Permotettigonia – wymarły rodzaj owadów prostoskrzydłych, z podrzędu długoczułkowych i nadrodziny pasikoników. Jedyny z monotypowej rodziny Permotettigoniidae. Obejmuje tylko jeden znany gatunek: Permotettigonia gallica. Jest najstarszym znanym przedstawicielem nadrodziny i stanowi najstarszy znany przykład mimikry względem roślin.

## Taksonomia
Rodzaj i gatunek typowy opisali po raz pierwszy w 2016 roku André Nel i Romain Garrouste na łamach „Nature Communications”. Opisu dokonano na podstawie skamieniałości skrzydła odnalezionej w formacji Cians, w Dôme de Barrot na obszarze francuskich Alp Nadmorskich. Datowana jest ona na gwadalup w permie. Holotyp oznaczony MNHN-LP-R 63853 zdeponowano w Muzeum Historii Naturalnej w Paryżu. Nazwa rodzajowa oznacza „permskiego pasikonika”, natomiast epitet gatunkowy znaczy po łacinie „francuski”. Autorzy opisu umieścili rodzaj w monotypowej rodzinie Permotettigoniidae.

## Morfologia
Owad znany jest tylko z przedniego skrzydła, czyli pokrywy. Było ono bardzo szerokie, około 2,7 raza dłuższe niż szerokie. Powierzchnię miało podzieloną na dwa główne pola mniej więcej takiej samej szerokości. Pierwsze znajdowało się między przednim brzegiem skrzydła a tylną żyłką subkostalną; było pomarszczone i poprzecinane licznymi długimi, naprzemiennie wklęsłymi i wypukłymi żyłkami poprzecznymi, umieszczonymi prostopadle tak do żyłki subkostalnej, jak i brzegu skrzydła. Drugie szerokie pole znajdowało się między biegnącą równolegle do tylnej żyłki subkostalnej przednią żyłką radialną a przednią żyłką kubitalną i podzielone było na dwa mniejsze pola za pomocą żyłki medialnej. One także poprzecinane były licznymi długimi, prostopadłymi do podłużnych żyłek głównych żyłkami poprzecznymi. Tylna żyłka kubitalna podzielona była na trzy gałęzie oznaczone: CuPaα, CuPaβ oraz CuPb. Pierwsza żyłka analna była prosta. Pokrywy trzymane były nad ciałem pionowo, na co wskazuje wystający kąt między polem analnym a resztą skrzydła.

## Mimikra
Prostoskrzydły ten stanowi najstarszy znany przypadek mimikry kryptycznej względem roślin. Autorzy publikacji z opisem celem potwierdzenia tej tezy wykonali analizę porównawczą deskryptorów morfometrycznych, z której wynika olbrzymie podobieństwo w budowie pokryw Permotettigonia i współczesnych pasikoników o skrzydłach upodobnionych do liści. Wcześniej przypuszczano, że ten rodzaj mimikry pojawił się dopiero w triasie lub jurze (najstarsze przykłady pochodziły właśnie z mezozoiku). Odkrycie Permotettigonia zmieniło ten pogląd, jak i przesunęło zapis kopalny nadrodziny pasikoników o około 100 milionów lat wstecz. Wyewoluowanie tego rodzaju mimikry w środkowym permie było przypuszczalnie wynikiem radiacji naziemnych, jak i zdolnych do lotu ślizgowego owadożernych kręgowców, w tym płazów, synapsydów i zauropsydów, które powodowały większą presję selekcyjną na prostoskrzydłe niż drapieżne owady. Jako najbardziej prawdopodobne przedmioty mimikry zespół Garrouste’a wskazuje liście roślin z rodzaju Taeniopteris. Mogły one również stanowić pożywienie Permotettigonia, jako że ich środkowopermskie skamieniałości noszą ślady zgryzania brzegów przez owady prostoskrzydłe lub im pokrewne.